# 지평로 (나주시)
지평로(Jipyeong-ro)는 전라남도 나주시 세지면 오봉리 세지삼거리와 남평읍 교원리 교원 교차로를 잇는 전라남도의 도로이다. 대부분 구간이 국가지원지방도 제55호선에 속하며, 건설 당시 세지 ~ 남평간 도로로 불렸기 때문에 행정구역명인 '세지'와 '남평'에서 각각 한글자씩 차용하여 지평로로 명명되었다.

## 연혁
- 2015년 9월 23일 : 송현 ~ 남평간 도로 중 일부(나주시 산포면 산제리 ~ 신도리) 2.2km 구간 확장 개통[1]
- 2015년 12월 31일 : 신도 교차로 ~ 유곡 교차로(나주시 산포면 신도리 ~ 봉황면 유곡리) 1.8km 구간 확장 개통[2]
- 2016년 1월 7일 : 기존 유곡 교차로 ~ 교원 교차로(나주시 봉황면 유곡리 ~ 남평읍 교원리 6.3km 구간 폐지[3]
- 2016년 9월 8일 : 송현 교차로 ~ 유곡 교차로(나주시 봉황면 죽석리 ~ 유곡리) 3.1km 구간 확장 개통[4]
- 2017년 12월 22일 : 세지 ~ 송현간 도로(나주시 세지면 오봉리 덕림 교차로 ~ 봉황면 송현리 송현 교차로) 6.3km 구간 확장 개통[5]
- 2018년 1월 8일 : 지평로로 명명
- 2018년 1월 11일 : 세지 ~ 송현간 도로 개통에 따라 기존 나주시 봉황면 덕림리 ~ 죽석리 6.2km 구간 노선 폐지[6]

## 주요 경유지
전라남도
- 나주시 (세지면 · 봉황면 · 산포면 · 다도면 · 산포면 · 남평읍)

## 노선
| 이름                              | 접속 노선                                      | 소재지 | 소재지 | 비고                                               |
| --------------------------------- | ---------------------------------------------- | ------ | ------ | -------------------------------------------------- |
| 세지삼거리                        | 지방도 제820호선 (동창로)                      | 나주시 | 세지면 | 지방도 제820호선 구간                              |
| 세지 교차로                       | 국도 제23호선 국가지원지방도 제55호선 (영나로) | 나주시 | 세지면 | 국가지원지방도 제55호선 구간 지방도 제820호선 구간 |
| 덕림 교차로                       | 덕림학림길                                     | 나주시 | 봉황면 | 국가지원지방도 제55호선 구간 지방도 제820호선 구간 |
| 연봉 교차로 (봉황면덕림리 교차로) | 지방도 제820호선 (덕룡로) 세남로 덕림학림길    | 나주시 | 봉황면 | 국가지원지방도 제55호선 구간 지방도 제820호선 구간 |
| 홍골교                            |                                                | 나주시 | 봉황면 | 국가지원지방도 제55호선 구간                       |
| 운곡 교차로                       | 마음길                                         | 나주시 | 봉황면 | 국가지원지방도 제55호선 구간                       |
| 월봉 교차로                       | 세남로                                         | 나주시 | 봉황면 | 국가지원지방도 제55호선 구간                       |
| 죽석 교차로                       | 지방도 제818호선 (봉황농공단지길) 세남로       | 나주시 | 봉황면 | 국가지원지방도 제55호선 구간 지방도 제818호선 구간 |
| 철천 교차로                       | 세남로 죽석길 철야1길                          | 나주시 | 봉황면 | 국가지원지방도 제55호선 구간 지방도 제818호선 구간 |
| 철천교                            |                                                | 나주시 | 봉황면 | 국가지원지방도 제55호선 구간 지방도 제818호선 구간 |
| 문현 교차로                       | 세남로 문현길                                  | 나주시 | 봉황면 | 국가지원지방도 제55호선 구간 지방도 제818호선 구간 |
| 영산교                            |                                                | 나주시 | 봉황면 | 국가지원지방도 제55호선 구간 지방도 제818호선 구간 |
| 송현 교차로                       | 지방도 제818호선 (금봉로)                      | 나주시 | 봉황면 | 국가지원지방도 제55호선 구간 지방도 제818호선 구간 |
| 유곡교                            |                                                | 나주시 | 봉황면 | 국가지원지방도 제55호선 구간                       |
| 유곡 교차로                       | 세남로 박실길 옥산유곡길                       | 나주시 | 봉황면 | 국가지원지방도 제55호선 구간                       |
| 신도교                            |                                                | 나주시 | 산포면 | 국가지원지방도 제55호선 구간                       |
| 신도 교차로                       | 혁신로                                         | 나주시 | 산포면 | 국가지원지방도 제55호선 구간                       |
| 도래 교차로                       | 다도로 세남로                                  | 나주시 | 다도면 | 국가지원지방도 제55호선 구간                       |
| 도래교 산제교                     |                                                | 나주시 | 산포면 | 국가지원지방도 제55호선 구간                       |
| 산제 교차로 (매화교)              | 송림산제길                                     | 나주시 | 산포면 | 국가지원지방도 제55호선 구간                       |
| 방축 교차로 (방축교)              | 등수평야길                                     | 나주시 | 산포면 | 국가지원지방도 제55호선 구간                       |
| 방축 교차로 (방축교)              | 등수평야길                                     | 나주시 | 남평읍 | 국가지원지방도 제55호선 구간                       |
| 교원 교차로                       | 국가지원지방도 제55호선 (세남로) 교원교촌길    | 나주시 |        | 국가지원지방도 제55호선 구간                       |
| 세남로와 직결                     |                                                |        |        |                                                    |